# Keith Hutchinson
Keith Graham Hutchinson (7 tháng 9 năm 1920 - tháng 4 năm 1986) là một cầu thủ bóng đá người Anh có 31 lần ra sân ở Football League thi đấu ở vị trí hậu vệ biên cho Darlington trong thập niên 1940. Ông tiếp tục chơi tại bóng đá non-league cho Stockton.